# Абдуллах Хассан
Абдуллах Хассан (малайск.  Abdullah Hassan ; 20 марта 1942, Тулук Ансон, Перак) — видный учёный и педагог Малайзии, специализирующийся в области малайского языка. Почётный профессор (2006).

## Краткая биография
Окончил в 1967 г. отделение малайского языка  Университета Малайя, в 1969 г. там же магистратуру. В 1972 г. закончил докторантуру  Эдинбургского университета (Шотландия) и получил учёную степень доктора философии. С 1972 по 1997 гг. преподавал в Университете наук Малайзии, в том числе с 1980 г. в качестве профессора. В 1982–1986 гг. являлся также деканом Центра гуманитарных исследований  университета, а в 1986–1987 гг. деканом Центра аспирантуры. В 1997–2001 гг. работал в Международном исламском университете Малайзии, в 2001–2011 в Педагогическом университете султана Идриса, с 2012 г. является приглашённым профессором Университета Малайя. Неоднократно выезжал читать лекции в Англию, Германию, Сингапур, США.

Абдуллах Хассан (второй справа) на церемонии открытия кабинета «Нусантара» в ИСАА МГУ им. М.В. Ломоносова. Москва, 18.06.1998.

## Научная деятельность
Написал и опубликовал более 70 книг по различным аспектам грамматики малайского языка, проблемам перевода и коммуникации, а также ряд лексикографических изданий как самостоятельно, так и в сотрудничестве с супругой Айнон Мохамад.
Является пожизненным членом Союза переводчиков Малайзии (с 1997 г. президентом) и Лингвистического общества Малайзии, организатором и главным редактором журнала «Пендета» (Учёный) Педагогического университета султана Идриса (с 2006 г.)

## Награды
- Почётный профессор Университета наук Малайзии (2006)
- Выдающийся деятель Международного Совета по языку Брунея, Индонезии, Малайзии (малайск.  Anugerah Tokoh MABBIM) (2012)[3].

## Основные труды
- The Morphology of Malay. Dewan Bahasa dan Pustaka, 1974 DBP.
- Linguistik Am Untuk Guru Bahasa Malaysia. (Общая лингвистика для учителей малайского языка). Penerbit Fajar Bakti Sdn.Bhd, 1980. ISBN 019581990X
- Penerbitan Kata Dalam Bahasa Melayu. (Образование слов в малайском языке). Penerbit Fajar Bakti Sdn. Bhd, 1987. ISBN 967933757X
- Isu-isu perancangan bahasa: pengintelektualan bahasa Malaysia. (Проблемы планирования языка: интеллектуализация малайзийского языка. Dewan Bahasa dan Pustaka, 1987. ISBN 9836207287
- Kesalahan Bahasa dalam Bahasa Malaysia. (Языковые ошибки в малайзийском языке). Dewan Bahasa dan Pustaka, 1989. ISBN 9836204245
- Kamus ejaan bahasa Melayu. (Орфографический словарь малайского языка). Fajar Bakti, 1992
- Tatabahasa Pedagogi Bahasa Melayu. (Учебная грамматика малайского языка). Utusan Publications & Distribution Sdn. Bhd. 1993 ISBN 9676103861
- Language Planning in Southeast Asia. Dewan Bahasa dan Pustaka. 1994. ISBN 9836233997
- Nahu Melayu Moden (Грамматика современного малайского языка). Penerbit Fajar Bakti Sdn. Bhd., 1994  ISBN 9676526428 (совместно с  Liaw Yock Fang)
- Kamus sinonim antonim Melayu Utusan. Словарь синонимов и антонимов малайского языка. Utusan Publications & Distributors, 1995 (совместно с Ainon Mohamad)
- Kamus padanan kata Inggeris-Melayu (Английско-малайский словарь соответствий). Penerbit Fajar Bakti Sdn. Bhd., 1995 (совместно с Ainon Mohamad)
- Bahasa Melayu Sebagai Bahasa Ilmu dan Esei-Esei Lain. (Малайский как язык науки и другие эссе). Penerbit Fajar Bakti Sdn. Bhd., 1997.  ISBN 967654115X
- Perancangan Bahasa di Asia Tenggara. (Языковое планирование в Юго-Восточной Азии). Dewan Bahasa dan Pustaka. 1999.  ISBN 9836259481
- Proceedings of the International Convention on The Role of Media in Non-Aligned Countries. International Islamic University of Malaysia, 2001. ISBN 9839727591
- Tatabahasa Bahasa Melayu: Morfologi dan Sintaksis. (Грамматика малайского языка: морфология и синтаксис). PTS Publications and Distributors Sdn. Bhd, 2002.  ISBN 9832311357
- Kamus Simpulan Bahasa.(Словарь идиоматических выражений).  PTS Publications & Distributors Sdn. Bhd.,2002. ISBN 9831921089 (совместно с Ainon Mohamad)
- Koleksi Pantun untuk Majlis Perkahwinan dan Persandingan Melayu. (Сборник пантунов для малайской свадьбы). PTS Publications & Distributors Sdn. Bhd., 2003.  ISBN 9833372007 (совместно с Ainon Mohamad)
- Terjemahan dalam Bidang Pendidikan (Перевод в области образования). Penerbit UPSI. 2003. ISBN 9831920988
- Kamus Inggeris-Melayu untuk Penterjemah. (Англо-малайский словарь для переводчика). PTS Publications and Distributors Sdn. Bhd., 2004. ISBN 9833376878 (совместно с Ainon Mohamad)
- Kamus Seerti Bahasa Melayu. (Словарь синонимов малайского языка). PTS Publications and Distributors Sdn. Bhd., 2005.  (совместно с Ainon Mohamad)
- Linguistik Am. (Общая лингвистика). PTS Publications and Distributors Sdn. Bhd. 2005. ISBN 9833376185
- Kamus peribahasa sekolah rendah (Словарь пословиц для начальной школы). PTS Professional Publishing Sdn. Bhd, 2005. ISBN 9831929152 (совместно с Ainon Mohamad)
- Terjemahan dan Pengglobalan Ilmu.(Перевод и глобализация науки).  PTS Publications & Distributors Sdn Bhd, 2006. ISBN 983337655X
- Morfologi. (Морфология). PTS Publications and Distributors Sdn. Bhd, 2006.  ISBN 9833376193
- Sintaksis. (Синтаксис). PTS Publications and Distributors Sdn. Bhd, 2006. ISBN 9833585604
- Membina Kepustakaan Dalam Bahasa Melayu. (Создание литературы на малайском языке). PTS Publications and Distributors Sdn Bhd. & ITNM. 2007. ISBN 9789831924389
- Kamus peribahasa kontemporari. (Словарь современных пословиц). Kuala Lumpur : PTS Professional Publishing, 2008. ISBN 9789833586660 (совместно с Ainon Mohamad)

## Семья
Женат на Айнон Мохамад, возглавляющей издательство PTS Publications and Distributors Sdn. Bhd